# Greenville (contea di Mercer, Pennsylvania)
Greenville è un comune (borough) degli Stati Uniti d'America, situato nello stato della Pennsylvania, nella contea di Mercer.